# Amédée de Caix de Saint-Aymour
Pour les articles homonymes, voir Caix de Saint-Aymour.
Amédée de Caix de Saint-Aymour, né le 26 avril 1843 à Senlis et mort 31 janvier 1921 à Paris, est un linguiste, archéologue et historien français.

## Biographie

### Jeunesse et études

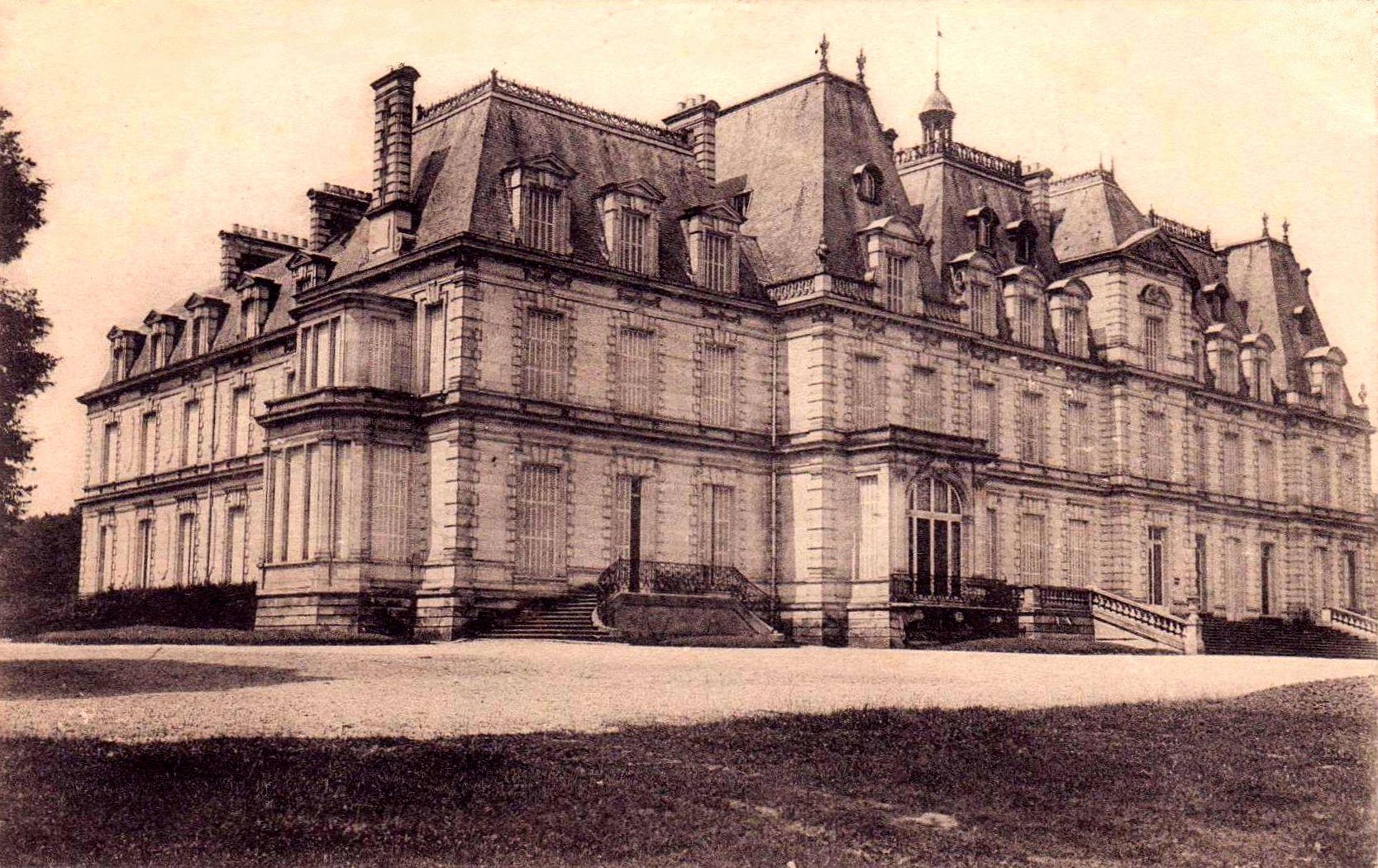
Château d'Ognon.

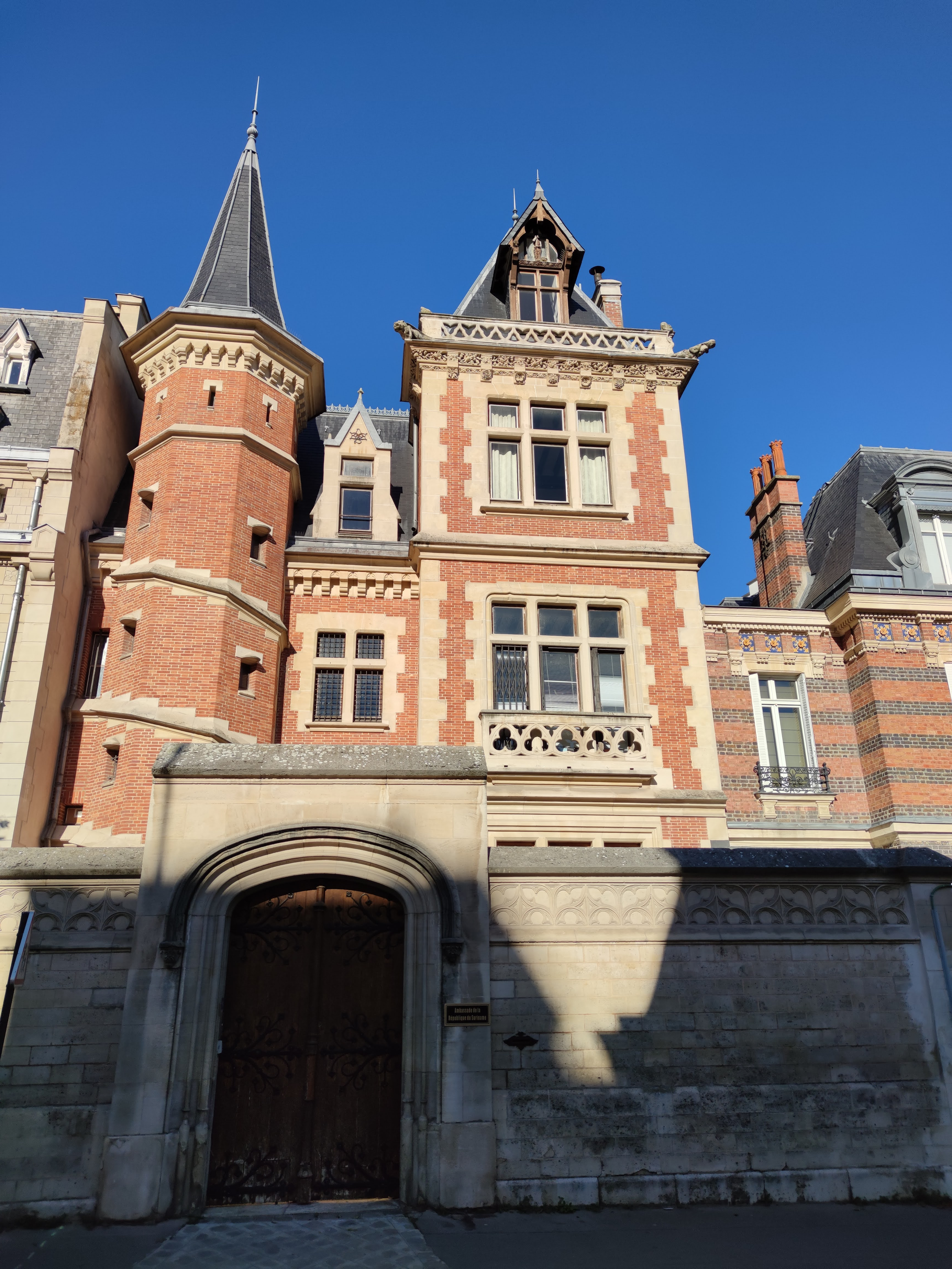
Hôtel particulier de style néo-Louis XIII, 94, rue du Ranelagh, Paris, construit en 1885 pour Amédée de Caix de Saint-Aymour.

Amédée de Caix de Saint-Aymour est né dans une famille de l’ancienne bourgeoisie française. Il était le fils de Léonce de Caix de Saint-Aymour, maire d'Ognon, et de Louise Marie Eugénie Raffard de Marcilly. Il a passé toute sa jeunesse au château d'Ognon et terminé à Paris les études qu’il avait commencées au collège Saint-Vincent de Senlis. Élève de l’École des Chartes, de l’École des hautes études et de l’École des langues orientales vivantes, il suivait en même temps les cours de la faculté de droit de Paris. 

### Parcours professionnel
Après ces études, il s’est fait inscrire au barreau de Paris, avant de changer brusquement de carrière pour se tourner exclusivement vers la recherche.
Débutant comme publiciste, il a publié de nombreux articles et mémoires dans la Revue Bleue, la Revue des deux Mondes. Ne livrant rien au public qui ne soit pensé, médité, mûri, ciselé, son nom fut rapidement apprécié dans le monde des lettres. Il a également contribué à la Revue Nobiliaire. En 1867, il a publié La Langue latine étudiée dans l’unité indo-européenne. Amateur d’antiquités, ayant appris, la même année, l’existence d'un monument néolithique implanté en haut du coteau de la rive droite de l’Oise, il a acheté le terrain pour y pratiquer des fouilles,.

### Parcours politique
Dès le début des hostilités de la guerre franco-allemande de 1870, avant même l’investissement de Paris, il s’est engagé dans la Garde Nationale à cheval, dont la mission, parfois dangereuse, consistait, principalement, à porter sur les champs de bataille ou aux avant-postes, des ordres aux officiers supérieurs. Il a pris part aux combats près de Paris puis, enfermé dans la capitale durant la Commune, il a organisé, à l’aide d’un émissaire de Fleurines, un moyen de correspondance qui a réussi souvent à passer les lignes ennemies. Après la signature de la paix, il est revenu dans sa propriété d’Ognon, où il ne s’est plus occupé plus que d’exploitations agricoles et d’études économiques.
Mis en contact journalier avec la population, il s’est fait apprécier de ses concitoyens qui, aux premières élections qui ont suivi, l’ont élu conseiller général de l’Oise, pour le canton de Pont-Sainte-Maxence. Bien accueilli de ses collègues, ceux-ci l’ont choisi, dès son arrivée à l’Assemblée départementale, pour présider la Commission, importante parmi toutes, des finances et la Commission des monuments. Après avoir longtemps rempli les fonctions de secrétaire, il est devenu vice-président de l’Assemblée départementale, où il s’est fait remarquer par ses nombreux travaux, prenant, pendant au moins vingt ans, une grande part aux affaires du pays.
Ayant cessé de se présenter aux élections de 1883, il a refusé, un peu plus tard, la candidature à la députation qui lui était offerte dans un département voisin. Vers la même époque, le Ministère de l’Instruction publique l’a chargé d’une mission diplomatique dans les pays Sud-Slaves de l’Austro-Hongrie. Ayant traversé ces pays, dans des circonstances difficiles, il a publié un ouvrage, Les Pays Sud-Slaves de l’Austro-Hongrie (Croatie, Slavonie, Bosnie, Herzegovine, Dalmatie), en 1883.

### Parcours professoral et voyages
Retourné à la vie privée, il s’est consacré entièrement aux livres et aux voyages. 
On le voit successivement : au Soudan, dans la Sénégambie en 1884 ; en Ethiopie, en Abyssinie en 1886 ; en Grèce, en Italie en 1889 ; en Espagne et au Portugal en 1891 ; en Algérie et dans la Kabylie en 1893 ; en Belgique et dans les Pays-Bas, où il a fait de longs et fréquents séjours. Il résuma quelques-unes de ses impressions de voyage dans plusieurs rapports, dont Arabes et kabyles : questions algériennes, publié en 1891, dans lequel il plaide pour l’assimilation des Kabyles décrits comme sédentaires, monogames et travailleurs, à la différence des Arabes soi-disant paresseux, polygames et vagabonds. 
Il enseigne un temps à l'École libre des sciences politiques, où il dispense un cours sur l'Extrême-Orient.
Entretemps, il a collaboré avec patience et acharnement à la Grande Encyclopédie, ce qui ne l’a pas empêché de faire paraître quantité d’autres ouvrages scientifiques ou littéraires. L’armistice de la guerre de 1914 aussitôt proclamé, il s’est rendu à Noyon, pour étudier sur place les traces de la ruée allemande. Autour de Noyon sur les traces des barbares est un document fort sérieux, mais aussi un réquisitoire accablant pour l’Allemagne reléguée au ban des nations civilisées. Il est l’auteur, en collaboration avec Albert Lacroix de l’Histoire illustrée de la France, ouvrage inachevé, publié d’après les données nouvelles, de deux volumes, qui devait en comprendre vingt. L’Académie Française a couronné cet ouvrage.
Naturellement incliné à favoriser la création d’une société savante se fixant pour but d’étudier le passé de Senlis, il était un membre fondateur de la Société d’histoire et d’archéologie de Senlis, les premiers promoteurs de la Société, Peigné-Delacour et l’abbé Magne, l’ayant associé, malgré sa jeunesse, à leurs travaux du début. Depuis 1862, jusqu’à sa mort, c’est-à-dire pendant près de soixante ans, il a mis ses connaissances touchant à l’archéologie, l’histoire, la numismatique, la bibliophilie, l’héraldique ou les beaux-arts à la disposition du Comité archéologique de Senlis, auquel il a donné de très nombres communications et dont il a été le vice-président de 1919 à sa mort. Bibliophile distingué, sa bibliothèque était immense. Il avait formé une très belle collection de reliures armoriées qu’il faisait admirer et possédait un certain nombre de remarquables ex-libris. C’était en outre un sigillographe très expert, dont la collection de sceaux montrait les spécimens les plus rares. 
Correspondant de la Société des Antiquaires de Picardie, membre de la Société de l'histoire de Paris et de l'Île-de-France,, de la Société des Antiquaires de France, de la Commission des Monuments historiques, etc., il était officier d'Académie, ainsi que décoré de plusieurs ordres étrangers.
Ayant épousé, le 25 mai 1868, à Paris, Berthe Labeaume de Tarteron, dont il a eu trois enfants : Louis-Ernest-Marie-Robert, futur diplomate, 1869 ; Hélène-Marie-Louise-Marguerite, 1870 et Berthe-Marie-Jeanne-Hélène, 1874, il est devenu veuf en 1917. Ses obsèques ont eu lieu à Paris, le 3 février 1921, à l’église Saint-Ferdinand-des-Ternes, avant son transfert dans l’Oise où il a été inhumé.

## Hommages

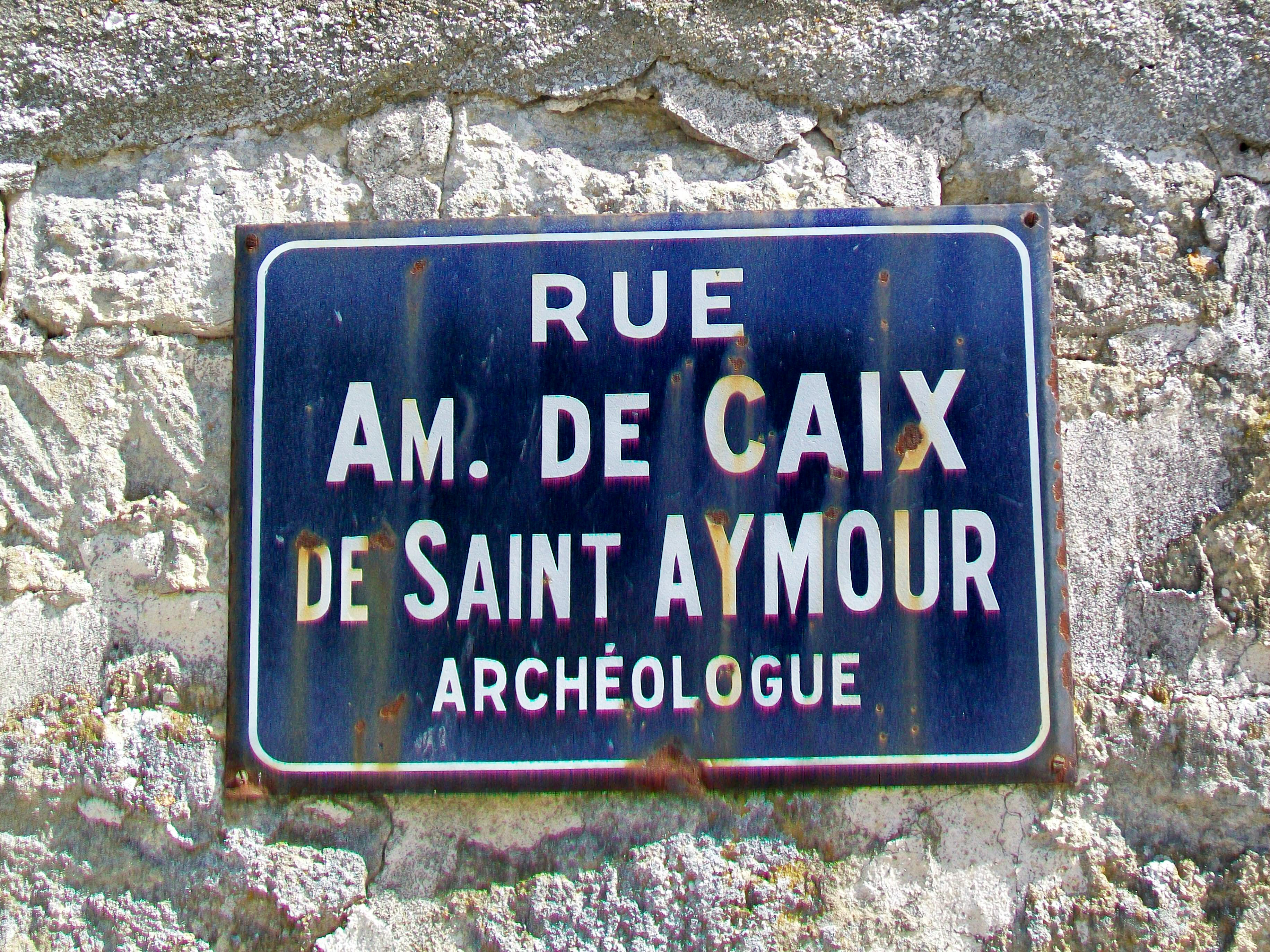
Odonyme Rue Amédée de Caix de Saint-Aymour à Vauréal.

Un odonyme à Vauréal lui rend hommage.

## Publications

### Ouvrages
- Hugues de Groot et Les intérêts français dans Le Soudan éthiopien, 1884.
- La France en Éthiopie : Histoire des relations de la France avec les règnes de Louis XIII et de Louis XIV dans l'Abyssinie chrétienne, 1886.
- Recueil des instructions données aux ambassadeurs et ministres de France en Portugal, 1887.
- Arabes et kabyles : questions algériennes, 1891.
- L'Insulinde (Indes néerlandaises) et les nouveaux protectorats français, 1892.
- La Maison de Caix, Rameau masculin des-Coucy Boves : notes et documents pour servir à l'Histoire d'une famille picarde au Moyen Âge (XIe – XVIe siècles), 1895 .
- Anne de Russie, reine de France et Comtesse de Valois au XIe siècle, 1895.
- Mémoires et documents pour servir à l'histoire des pays qui forment aujourd'hui le département de l'Oise (Picardie méridionale - Nord de l'Île-de-France), 1898.
- Histoire illustrée de la France, 1899-1900.
- Autour de Noyon sur les traces des barbares, 1917.
- Une famille d'artistes et de financiers aux XVIIe et XVIIIe siècles, les Boullongne, 1919.
- Notes sur quelques Lécythes blancs d’Erétrie.
- Les intérêts français au Soudan éthiopien.
- La France en Éthiopie.
- Études coloniales.
- Indes néerlandaises et les nouveaux Protectorats français.
- La question de l’enseignement des langues classiques et des langues vivantes au Sénat et devant l’opinion publique.
- La langue latine étudiée dans l’unité indo-européenne : histoire, grammaire, lexique.
- Le plébiscite et l’hérédité.
- Annuaire des sciences historiques, bibliographie des ouvrages d’érudition,
- Indicateur de l’archéologue et du collectionneur.
- Le musée archéologique.
- Recueil des monuments.

### Articles
- « Notices sur d’anciennes tombes trouvées dans le cimetière de Mont-l’Évêque », 1815.
- « Note sur l’emplacement de Litanobriga », 1816.
- « Pierre de La Fontaine, seigneur d’Ognon en 1520.
- « Hermitage de Saint-Martin d’Ognon », 1891.
- « Histoire du Prieuré de Saint-Christophe », 1881.
- « Temple de la forêt d’Halatte et ex-voto », 1884.
- « Le Valois sous Philippe-Auguste », 1890.
- « Baillis, gouverneurs du Valois », 1892.
- « fiole de fa noblesse du duché de Valois en 1591.
- « Les sires de Néry ; la Maison de Néry aux XIVe et XVe siècles », 1891-1898.
- « Les De Vic, vicomtes d’Ermenonville ; description de la terre et seigneurie d’Ermenonville au XVIIIe siècle », 1898-1899.
- « La seigneurie et le domaine de Bouillancy », 1895.
- « Plessis-Choisel », 1880.
- « Les Dîmes de Néry et le Prieur de Monlépilloy », 1896.
- « Sceau de la Prévôté foraine de Crépy-en-Valois en 1401.
- « Les trois Jean de Crépy, clercs royaux au XIVe siècle, 1893 » », 1911.
- « Études sur quelques monuments mégalithiques de la vallée de l’Oise », 1815.
- « Une enquête judiciaire à Baron en 1480 », 1903.

### Communications partielles
- « Mémoires sur l’origine de la Ville et du nom de Senlis », 1863.
- « Les Arènes de Senlis », 1816.
- « Hôtel de Rasse à Senlis », 1877.
- « La Victoire de Bouvines, organisée par le chancelier Guérin, évêque de Senlis », 1880.
- « Le Beffroi de Senlis », 1892.
- « Guillaume de Chambly, évoque de Senlis, aux grands jours de Champagne du XIVe siècle », 1895.
- « Sources de l’Histoire du département de l’Oise », 1899.
- « Les Baillis de Senlis », 1896.
- « L’Institution des Chevaliers de Saint-Louis à Senlis de 1815 à 1821. »
- « Sceau de Pierre Poussin, chantre de Senlis au XIVe siècle.
- « Mausolée des Puget », 1903.
- « Saint Rieul en Basse-Normandie », 1910.
- « L’Eglise Saint-Rieul et le marquis de Villette », 1911.
- « Réduction du nombre des Notaires à Senlis, en 1775. »
- « Dénombrement de l’Évêché de Senlis en 1383. »
- « Topographie médicale de Senlis en 1185.
- « L’invasion des Hispano-Allemands à Senlis en 1652. »
- « Correspondances d’Afforty », 1911.
- « Les Caves de Senlis des XIIe et XIIIe siècles. »
- « La vie de Senlis au moyen-âge, racontée dans les Causeries du Besacier », 1892.